# سوء التغذية في كيرلا
تشير هذه المقالة إلى حالة سوء التغذية في ولاية كيرلا الهندية.
ووفقاً لمؤشر الجوع في ولاية الهند الذي نشره المعهد الدولي لبحوث السياسات الغذائية، فإن شدة الجوع وسوء التغذية في ولاية كيرالا هي الأدنى في الهند.

## إحصائيات
وفقًا لمؤشر حالة الجوع في الهند:
- يعاني 19% من الأطفال في كارالا من نقص الوزن.[2]
- وصل عدد السكان الذين يعانون من سوء التغذية إلى 28.6%.
- وصل عدد وفيات الرضع في كارالا إلى 1.6%. ذلك العدد يمثل أقل نسبة في الولايات الهندية.